# Shooting star 〜シューティングスター〜
「Shooting star 〜シューティングスター〜」は、2001年2月28日に発売されたMy Little Loverの13枚目のシングル。発売元はトイズファクトリー。

## 概要
アルバム『The Waters』からおよそ2年3ヶ月ぶりの作品である。
シングルとしては、1998年7月に発売された「CRAZY LOVE/Days」以来、2年7ヶ月ぶりとなる。
2000年5月からアルバムを見据えたレコーディングが本格的にニューヨークでスタートし、数々の曲の中からこの「shooting star 〜シューティングスター〜」がシングル曲として選ばれた。

## 収録曲
1. shooting star 〜シューティングスター〜
（作詞・作曲・編曲:小林武史）
（日本テレビ系ドラマ「FACE〜見知らぬ恋人〜」オープニング・テーマ）
2. 新しい愛のかたち
（作詞・作曲・編曲:小林武史）
アルバム『Topics』に収録される。
3. shooting star 〜シューティングスター〜 (acoustic version)
（作詞・作曲・編曲:小林武史）

## 収録アルバム
- Topics (#1,2)
- singles (#1)
- Best Collection (#1)

| 1番・2番 | 1番・2番   | → | 間奏 | 間奏       | → | Aメロ3・サビ3 | Aメロ3・サビ3 |
|          | ト長調 (G) | → |      | ホ長調 (E) | → |               | ト長調 (G)    |